# 岩田貴子
岩田 貴子（いわた たかこ、1959年 - ）は、日本の商学者。日本大学商学部教授。栃木県出身。

## 来歴
1982年慶應義塾大学経済学部卒業後、1988年同大学院商学研究科修士課程修了、1992年同大学大学院同研究科博士課程単位取得満期退学。取得学位は、経済学士（慶應義塾大学）、商学修士（慶應義塾大学）。1999年から日本大学商学部専任講師、2002年から助教授、2007年に職名変更に伴い助教授から准教授となり、2009年度まで務め、2010年4月同学部教授に就任、現在に至る。2005年、The London School of Economics and Political Science, Research Affiliate.に就任。
現在は、日本大学商学部にて、商学Ⅰ、消費・サービス論、マーケティング・リサーチ論、エリア・マーケティング論の講義を担当する傍ら、マーケティング・リサーチおよびエリア・マーケティングの研究に従事する。

## 専門
- 商学
- マーケティング
- マーケティング・リサーチ
- エリア・マーケティング

## 所属学会
- 日本物流学会
- 日本貿易学会
- 日本観光学会
- 日本消費経済学会（評議委員(2008年7月より)）
- 日本商業学会
- 地域活性学会（2009年5月より）

## 著書

### 単著
- 『マーケティング・アーキテクチャー』税務経理協会、1998年12月10日。
- 『エリア・マーケティング　アーキテクチャー』税務経理協会、2011年4月20日。

### 共著
- 陶山博太、鯉江園子、岩田貴子、古谷由紀子[著]『利益創出のための商品戦略―企業の成功につながるモノづくりと販売・その戦略的視角』同友館、1999年5月。
- 「リテール・マーケティングにおける立地戦略へのマーケティング・リサーチ」（第3章）―日本大学商学部マーケティング研究会[編]『マーケティング・ソリューション』白桃書房、2001年11月16日。（担当ページ：41-60頁）
- 「ベンチャー企業におけるマーケティング・リサーチの新しい方向性」－丹下博文[編]、出村豪・渡辺伊津子・岩田貴子・神田善郎・楓森博・北川浩伸・中垣勝臣[著]『ベンチャー企業と産業振興（共著）』成文堂、2002年4月。（担当ページ：77-103頁）
- 根田正樹、小野克明、金井重彦『Q&Aインターネット商取引ハンドブック』弘文堂、2002年9月。（担当ページ：32-37頁）
- 経営学検定試験協議会[監修]『経営学検定試験公式テキスト試験ガイド&キーワード集』中央経済社、2003年10月。（担当ページ：200-203、209頁）
- 丹下博文『地球環境辞典』中央経済社、2003年7月。
- 経営学検定試験協議会[監修]『経営学検定試験公式テキスト　④マーケティング』中央経済社、2004年2月。（担当ページ：31-48頁）
- 丹下博文『地球環境辞典（第２版）』中央経済社、2007年10月。
- 「エリア・マーケティング理論の再考と新展開」―塩田静雄『現代社会の消費とマーケティング』税務経理協会、169-187頁（第10章）、2008年3月25日。
- 「小売商業」―岩永忠康、佐々木保幸『流通と消費者-入門 消費経済学 第6巻-』慶應義塾大学出版会、107-122頁（第7章）、2008年4月30日。
- 「世界遺産の価値へのマーケティング・アプローチ」―塚田文子、中西眞知子『遊・誘・悠の商品開発』同友館、263-304頁（8章）、2009年11月。